# Sarangesa loelius
Sarangesa loelius is een vlinder uit de familie van de dikkopjes (Hesperiidae). De soort is voor het eerst wetenschappelijk beschreven als Pterygospidea loelius door Paul Mabille in een publicatie uit 1877.
De soort komt voor in een groot deel van tropisch Afrika waaronder Mauritanië, Senegal, Gambia, Mali, Guinea-Bissau, Guinee, Sierra Leone, Ivoorkust, Ghana, Togo, Benin, Nigeria, Gabon, Congo-Kinshasa, Zuid-Soedan, Oeganda, Kenia, Tanzania, Angola, Zambia, Malawi en Zimbabwe.